# Tanya Reynolds
Tanya Louise Reynolds (* 4. November 1991) ist eine britische Schauspielerin.

## Leben
Reynolds wuchs in Hemel Hempstead auf. Ihr Vater ist in der Baubranche tätig, ihre Mutter arbeitete als Schildermalerin. Sie ist halb englischer und halb italienischer Abstammung. Reynolds gewann ein Stipendium für die Oxford School of Drama und machte 2015 ihren Abschluss.
Reynolds trat zunächst in mehreren Kurzfilmen auf, darunter Civilised People des britischen Comedy-Duos In Cahoots, der im August 2015 auf dem Edinburgh Festival Fringe gezeigt wurde, The Jealous Boyfriend, ebenfalls von In Cahoots und Introducing Lucy. 2016 hatte Reynolds ihren ersten Fernsehauftritt in der Serie Delicious, in der sie 12 Episoden lang Teresa Benelli spielte.
2017 setzte Reynolds ihre TV-Karriere mit Rollen in Outlander, wo sie Lady Isobel Dunsany spielte und in der BBC-Thrillerserie Rellik als 20-jährige Sally fort. 2018 war Reynolds eine der Hauptdarstellerinnen in dem Spielfilm Fanny Lye Deliver'd, zu dessen Besetzung auch Charles Dance und Maxine Peake gehörten. 2019–2021 spielte sie mit der Rolle der Lily Iglehart für drei Staffeln in dem Netflix-Comedy-Drama Sex Education. Reynolds spielt 2020 die Rolle der Mrs. Elton in einer Neuverfilmung von Jane Austens Emma, neben Anya Taylor-Joy und Bill Nighy.
Reynolds wurde zu einem der Stars of Tomorrow 2020 von Screen International ernannt, die Talente in der Fernseh- und Filmindustrie Großbritanniens und Irlands vorstellen.

## Filmografie (Auswahl)
- 2015: The Jealous Boyfriend (Kurzfilm)
- 2015: Civilised People (Kurzfilm)
- 2015: Introducing Lucy (Kurzfilm)
- 2016–2019: Delicious (Fernsehserie, 12 Folgen)
- 2017: Rellik (Fernsehserie, 3 Folgen)
- 2017: Outlander (Fernsehserie, Folge 3x04)
- 2017: Death in Paradise (Fernsehserie, Folge 7x01)
- 2018: The Bisexual (Fernsehserie, Folge 1x05)
- 2019: Die Erlösung der Fanny Lye
- 2019: The Delivery (Kurzfilm)
- 2019: For Love or Money
- 2019: Lily Meets Charlie (Kurzfilm)
- 2019: Undergods
- 2019: The Mallorca Files (Fernsehserie, Folge 1x01)
- 2019–2021: Sex Education (Fernsehserie, 22 Folgen)
- 2020: Breeders (Fernsehserie, Folge 1x06)
- 2020: Emma
- 2020: Second Skin
- 2021: Rumpelstilzchen
- 2022: The Baby (Fernsehserie, 5 Folgen)
- 2022: I Hate You (Fernsehserie, 6 Folgen)
- 2024: Timestalker
- 2024: The Decameron (Fernsehserie, 8 Folgen)
- 2024: Harold und die Zauberkreide